# Leuchtfeuer Bunthaus
Das Leuchtfeuer Bunthaus war ein Orientierungsfeuer an der Bunthäuser Spitze (Elbestromkilometer 609), der Fahrwassertrennung der Elbe in Norder- und Süderelbe, im Hamburger Stadtteil Wilhelmsburg.
Der Turm wurde 1913 gebaut und nahm 1914 seinen Dienst auf. Im März 1977 wurde sein Feuer gelöscht.
Am 31. März 1977 wurde seine Funktion von zwei roten, zwei grünen und einer rotgrünen Tonne übernommen.
Eine Wassermengen-Messstelle ist bis heute erhalten geblieben.
Der grüne, sechseckige Holzturm mit weißen Kantenschutzleisten ist 6,95 Meter hoch und verjüngt sich nach oben. Er besitzt eine Aussichtsplattform mit weißem Geländer, die über eine eiserne, neunzehnsprossige, weiße Außentreppe erreichbar ist. Das genietete Stahl-Laternenhaus ist rot und beherbergte eine Gürtellinse mit zwei Glühlampen (je 60 Watt, 220 Volt), die um 360° sichtbares Licht aussendete.
Der Turm wurde zum 800. Hafengeburtstag des Hamburger Hafens 1989 und im August 2007, diesmal von der Stackmeisterei der Hamburg Port Authority, renoviert.
Nach einem Antrag von 2004 wurde der Turm am 12. Januar 2005 unter Denkmalschutz gestellt.
Der kleine Turm bei Elbkilometer 609 ist zu einem Wahrzeichen der Elbinsel Wilhelmsburg geworden. Er ist über den Bunthäuser Wanderweg erreichbar.